# Фітінгоф-Шель Борис Олександрович
Борис Олександрович Фітінгоф-Шель (14 серпня 1829, Моршанськ — 13 вересня 1901, Санкт-Петербург) — композитор і музичний критик в Російській імперії,  автор музики опери "Мазепа". 

## Життєпис
Барон Фітінгоф-Шель походив із німців Балтії. Його батько служив городничим в Моршанську. Внучатий племінник Петра Папкова, Таганрозького градоначальника. 
1810 — 1822 — служив в армії, за одними джерелами в артилерії, за іншими в кавалерії (можливо, в кінній артилерії). 
Пішов у відставку штабс-капітаном, після чого зайнявся музикою. Грі на фортепіано навчився у матері, яка була ученицею Джона Філда. Брав уроки у Адольфа фон Гензельта. Теорію композиції вивчав у Фогта, а також користувався порадами Олександра Даргомижського. Інструментування вивчав самостійно, використовуючи підручники Адольфа Маркса і Франсуа-Жозефа Феті. 
Написав низку опер і балетів, поставлених в Петербурзі. Тодішня критика відзначала як талановитість композитора, так і недостатнє пропрацювання його творів. Як музичний критик публікувався в «Московських відомостях» та інших виданнях. Написав книгу спогадів «Світові знаменитості (1848 — 1898», яка вийшла окремим виданням в Санкт-Петербурзі в 1899, а також по розділах друкувалася в «Московських відомостях». У книзі розповідається про зустрічі автора з Михайлом Глінкою, Олександром Даргомижським, Гектором Берліозом та ін.

## Твори
- опера «Мазепа» за поемою Олександра Пушкіна «Полтава», прем'єра в 1859 в Петербурзькому Великому театрі. Опера була поставлена в московському Великому театрі в 1866 і в Києві в 1879. Деякі виконавці: Любов Кочубей — Емілія Лілеєва (Петербург), Орлик— Володимир Васильєв (Петербург), Козак Паливода — Дар'я Леонова (Петербург), Марія — Олександра Алєксандрова-Кочетова (Москва). Опера піддана критиці в статті композитора Олександра Сєрова: Мазепа. Опера барона Б. А. Фітінгофа, «Театральний і музичний вісник», 1859, No 18.
- опера «Тамара» за лібрето Володимира Соллогуба на тему поеми Михайла Лєрмонтова «Демон», прем'єра 1886, Маріїнський театр. У ролі Демона — Павло Борисов, Тамара — Емілія Павловська.
- опера «Жуан ді-Теноріо» або «Статуя командора» за п'єсою Олексія Толстого, прем'єра 1888 Маріїнський театр. У ролі Дона Октавіо — Григорій Угринович
- фантастичний балет в 3 актах, 4 картинах «Гарлемський тюльпан», прем'єра 4 жовтня 1887 в Маріїнському театрі, балетмейстери Лев Іванов і Маріус Петіпа , Сценарій Льва Іванова, декорації — Генріх Левот, костюми — Євген Пономарьов . В ролях: Емма — Е. Бессоне (пізніше Олена Корнальба, Карлотта Бріанца, Анна Йогансон , Віра Трефілова), Пітерс — Павло Гердт, Андрес — Альфред Бекефі
- Фантастичний балет в 3 актах «Попелюшка», сценарій Л. А. Пашкової на сюжет казки Ш. Перро. Прем'єра 5 грудня 1893 в Маріїнському театрі, балетмейстери Маріус Петіпа , Лев Іванов , Енріко Чекеті, художники Михайло Бочаров, Генріх Левот, Матвій Шишков, Диригент Рікардо Дріго; Сандрільона — П'єріна Леньяні, принц Шарман — Павло Гердт, Король — Н. Аістов, Камергер — Олексій Булгаков.
- ораторія «Іоанн Дамаскін» виконувалася співаком Василем Самусем
- опера «Олоферн» 1883 — не виконувалася
- опера «Марія Стюарт» не закінчена
- опера «Heliodora» — не закінчена
- ораторія Stabat Mater 1876,
- поема для оркестру «Бахчисарайський фонтан»
- музичні картини «Дон Кіхот», «Джини» (по Віктору Гюго),
- Народні сцени, фантастична сюїта; п'єси для фортепіано і для віолончелі, близько 70 романсів, духовні піснеспіви.

## Родина
Батько — барон Олександр Адам Йоганн Фітінгоф-Шель (хрещений 20.11.1794- розум. 1862?), Тамбовський поміщик, городничий в Моршанську. 
Мати — Софія Папкова — з тамбовського дворянського роду Папкова, донька генерал-майора Полікарпа Папкова (1756 — 1817), племінниця Петра Папкова. 
Брати: Микола (1826-   ?), Модест (1835-12.08.1897), Олексій (17.03.1836-1907) 
Сестра Аделаїда (1838 — 1913) 
Борис був одружений двічі: 
Першою дружиною була Софія Верігіна (? — 14 квітня 1879, похована в Санкт-Петербурзі), донька генерал-майора Михайла Веригіна (1771-14.01.1848) та Олександри (1790-6.02.1855), племінниці статс-дами Наталії Плещеєвої (1768 — 1855), вдови віце-адмірала Сергія Плещеєва. Деякі з дітей: 
- Олександр (1855 — 31.12.1926), дипломат, посол в Багдаді, Греції, у Флоренції. Був одружений (з 1900) з гр. Софією Рібоп'єр (15.03.1849 — 8.06.1919), донькою гр. Івана Рібоп'єра (25.11.1817 — 6.02.1871) і кн. Софії  Трубецької (1823 — 1893).
- Вадим Борисович (1858 — 1859)
- Марія, одружена з кн. Олександром Урусовим (1843 — 1897)

Другою дружиною була вдова Ольга  Товста, уроджена Дегай (1845 - 14 лютого 1910, Санкт-Петербург, похована на Новодівичому цвинтарі в Санкт-Петербурзі), донька сенатора, статс-секретаря, таємного радника Павла Дегая (1792 — 1849) і Ганни Депрерадович. У першому шлюбі була одружена з інженер-генерал-майором Григорієм Толстим (25.01.1816-23.02.1870). Діти: 
- Георгій (11.01.1882-   ? )
- Тетяна